# Graphium chironides
Graphium chironides är en fjärilsart som först beskrevs av Eduard Honrath 1884.  Graphium chironides ingår i släktet Graphium och familjen riddarfjärilar. Inga underarter finns listade i Catalogue of Life.